# Анатолій Коровай
Анатолій Коровай, також Анатолій Коровій (нар. 23 січня 1975, Вінниця) — молдовський стрілець, багаторазовий чемпіон світу серед юніорів та призер чемпіонатів Європи серед юніорів.

## Спортивна кар'єра
Коровай 6 разів підіймався на подіум юніорського чемпіонату світу. Він досяг цього на конкурсі в 1994 році. Став особисто-командним чемпіоном світу серед юніорів зі спортивній стрільбі на 25 м та 50 м вільним стилем. Він також здобув золото у командній стрільбі зі спортивної стрільби на 25 м (у всіх командних змаганнях Молдову представляли: Анатолій Коровай, Олександр Коровай та Віктор Віеру). Єдине срібло він здобув в індивідуальній стрільбі з пневматичного пістолета на 10 м.
Принаймні один раз підіймався на п'єдестал пошани на Чемпіонаті Європи серед юніорів, ставши особистим віце-чемпіоном континенту зі спортивної стрільбі на 50 м вільним стилем у 1993 році. Брав участь у дорослих чемпіонатах світу та Європи, але не здобув жодної медалі (найвищим результатом було 10 місце у стрільбі з пневматичного пістолета на 10 м на чемпіонаті Європи 2001 року). Неодноразово брав участь у Кубку світу, на якому посів найкраще місце у 2000 році в Мілані — завершив змагання на 5 місці, до п'єдесталу пошани йому не вистачило 2,1 бали .

## Результати

### Медалі Чемпіонату Європи серед юніорів
Підготовлено за матеріалами джерела:
| Місце проведення, рік | Дисципліна                           | Результат            | Місце |
| --------------------- | ------------------------------------ | -------------------- | ----- |
| Мілан 1994            | Пістолет довільний, 50 м             | 555 балів            |       |
| Мілан 1994            | Пістолет довільний, 50 м командна    | 1630 балів (команда) |       |
| Мілан 1994            | Пістолет спортивний 25 м             | 583 бали             |       |
| Мілан 1994            | Пістолет спортивний, 25 м командна   | 1722 бали (команда)  |       |
| Мілан 1994            | Пістолет стандартний, 25 м командна. | 1637 балів (команда) |       |
| Мілан 1994            | Пістолет пневматичний, 10 м          | 571 бал              |       |

### Медалі юніорського чемпіонату світу
Підготовлено за матеріалами джерел:
| Місце проведення, рік | Дисципліна               | Результат | Місце |
| --------------------- | ------------------------ | --------- | ----- |
| Брно 1993 рік         | Пістолет довільний, 50 м | 550 балів |       |